# Gerana
Nella mitologia greca, Gerana (in greco antico Γεράνα), oppure Enoe, era la regina dei Pigmei, moglie di Nicodama e madre di Mopso.

## Mitologia
Gerana fu trasformata da Giunone in gru e condannata sotto tale forma a combattere il proprio popolo.
La sua storia viene menzionata da Ovidio nel sesto libro delle Metamorfosi, come una delle raffigurazioni che la dea Atena intesse durante la gara con Aracne.
pars habet: hanc Iuno vinctam certamine iussit

esse gruem populisque suis indicere bellum.»
(Ovidio, Le metamorfosi, VI.90-2)
In seguito la regina, sentendo la mancanza del figlio, sarebbe spesso ritornata verso la casa in cui visse facendo sì che la guerra con il suo popolo continuasse all'infinito.
Un altro re dei Pigmei fu Anteo che fu ucciso da Eracle.